# Finala Cupei Campionilor Europeni 1977
Finala Cupei Campionilor Europeni 1977 a fost un meci de fotbal între Liverpool din Anglia și Borussia Mönchengladbach din Germania, care a avut loc pe 25 mai 1977 pe Stadio Olimpico din Roma.

## Detalii
| Liverpool                               | 3 – 1  | Borussia Mönchengladbach |
| --------------------------------------- | ------ | ------------------------ |
| McDermott 28' Smith 64' Neal 82' (pen.) | Report | Simonsen 52'             |

| Liverpool |

| Liverpool:  |    |                  |
|             |    |                  |
| P           | 1  | Ray Clemence     |
| F           | 2  | Phil Neal        |
| F           | 3  | Joey Jones       |
| F           | 4  | Tommy Smith      |
| M           | 5  | Ray Kennedy      |
| F           | 6  | Emlyn Hughes (c) |
| A           | 7  | Kevin Keegan     |
| M           | 8  | Jimmy Case       |
| A           | 9  | Steve Heighway   |
| M           | 10 | Ian Callaghan    |
| M           | 11 | Terry McDermott  |
| Rezerve:    |    |                  |
| P           | 12 | Peter McDonnell  |
| A           | 13 | David Fairclough |
| A           | 14 | David Johnson    |
| M           | 15 | Alan Waddle      |
| F           | 16 | Alec Lindsay     |
| Antrenor:   |    |                  |
| Bob Paisley |    |                  |

| Borussia Mönchengladbach: |    |                      |     |     |
|                           |    |                      |     |     |
| P                         | 1  | Wolfgang Kneib       |     |     |
| F                         | 2  | Berti Vogts (c)      |     |     |
| F                         | 3  | Hans Klinkhammer     |     |     |
| F                         | 4  | Hans-Jürgen Wittkamp |     |     |
| M                         | 5  | Rainer Bonhof        |     |     |
| M                         | 6  | Horst Wohlers        |     | 79' |
| A                         | 7  | Allan Simonsen       |     |     |
| M                         | 8  | Herbert Wimmer       |     | 24' |
| M                         | 9  | Uli Stielike         | 85' |     |
| M                         | 10 | Winfried Schäfer     |     |     |
| A                         | 11 | Jupp Heynckes        |     |     |
| Rezerve:                  |    |                      |     |     |
| P                         |    | Wolfgang Kleff       |     |     |
| M                         |    | Wilfried Hannes      |     | 79' |
| M                         |    | Christian Kulik      |     | 24' |
| A                         |    | Kalle Del'Haye       |     |     |
| A                         |    | Herbert Heidenreich  |     |     |
| Antrenor:                 |    |                      |     |     |
| Udo Lattek                |    |                      |     |     |